# Web Developer
Web Developer es una extensión para los navegadores web basados en Mozilla Firefox que provee de una serie de utilidades de edición y depuración para desarrolladores web. Ha sido probada para ser compatible con los navegadores Mozilla Firefox, Flock y Seamonkey. Está siendo desarrollada por Chris Pederick, también autor de la extensión User Agent Switcher.

## Versiones

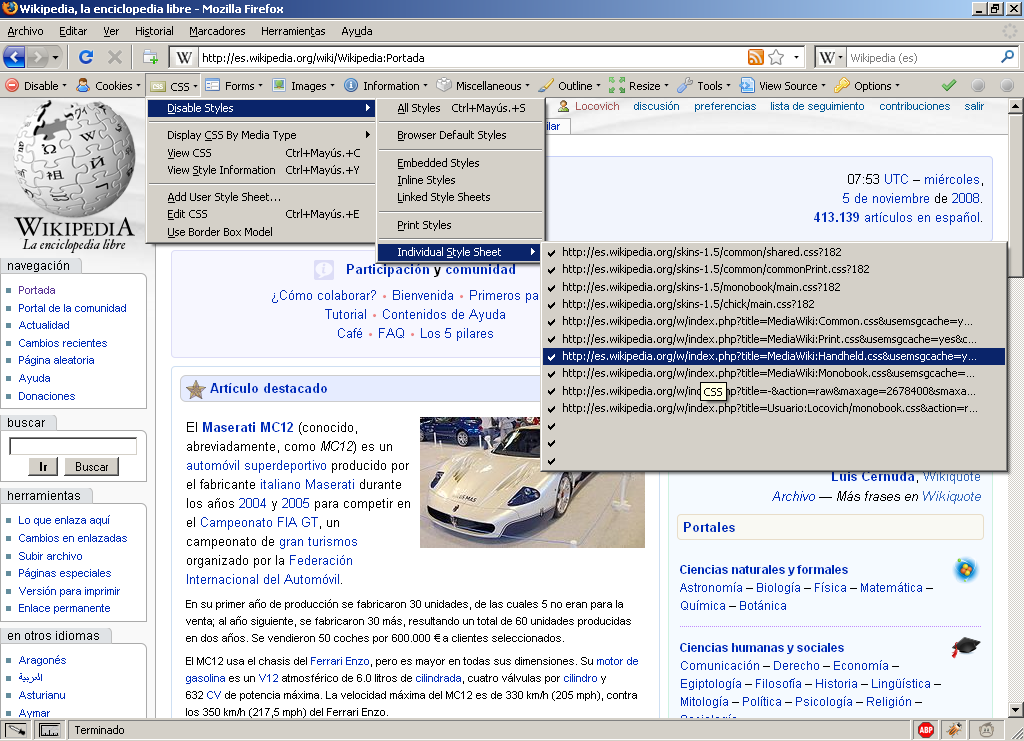
Menú de Web Developer 1.1.6, instalado en Mozilla Firefox 3.

La versión actualmente estable es la número 1.1.9 y fue lanzada el 5 de enero de 2011.

### Historial de lanzamientos
- Versión 1.1.9 - 5 de enero de 2011
- Versión 1.1.8 - 30 de junio de 2009
- Versión 1.1.7 - 29 de junio de 2009
- Versión 1.1.6 - 19 de mayo de 2008
- Versión 1.1.5 - 16 de marzo de 2008
- Versión 1.1.4 - 10 de mayo de 2007
- Versión 1.1.3 - 31 de enero de 2007
- Versión 1.1.2 - 19 de enero de 2007
- Versión 1.1.1 - 12 de enero de 2007
- Versión 1.1 - 8 de enero de 2007
- Versión 1.0.2 - 31 de enero de 2006
- Versión 1.0.1 - 17 de enero de 2006
- Versión 1.0 - 31 de diciembre de 2005
- Versión 0.9.4 - 12 de septiembre de 2005
- Versión 0.9.3 - 29 de enero de 2005
- Versión 0.9.2 - 2 de enero de 2005
- Versión 0.9.1 - 19 de diciembre de 2004
- Versión 0.9 - 21 de noviembre de 2004
- Versión 0.8 - 6 de junio de 2004
- Versión 0.7 - 12 de marzo de 2004
- Versión 0.6.1 - 29 de enero de 2004
- Versión 0.6 - 25 de enero de 2004
- Versión 0.5 - 11 de diciembre de 2003
- Versión 0.4 - 4 de octubre de 2003
- Versión 0.3 - 8 de junio de 2003
- Versión 0.2.1 - 10 de junio de 2003
- Versión 0.2 - 8 de junio de 2003
- Versión 0.1 - 3 de junio de 2003

Cambios realizados en cada versión.

## Premios
Web Developer fue uno de los ganadores de la competición Extend Firefox de la fundación Mozilla y es una de las pocas extensiones recomendada por los desarrolladores del navegador Mozilla Firefox.